# Chungmuro

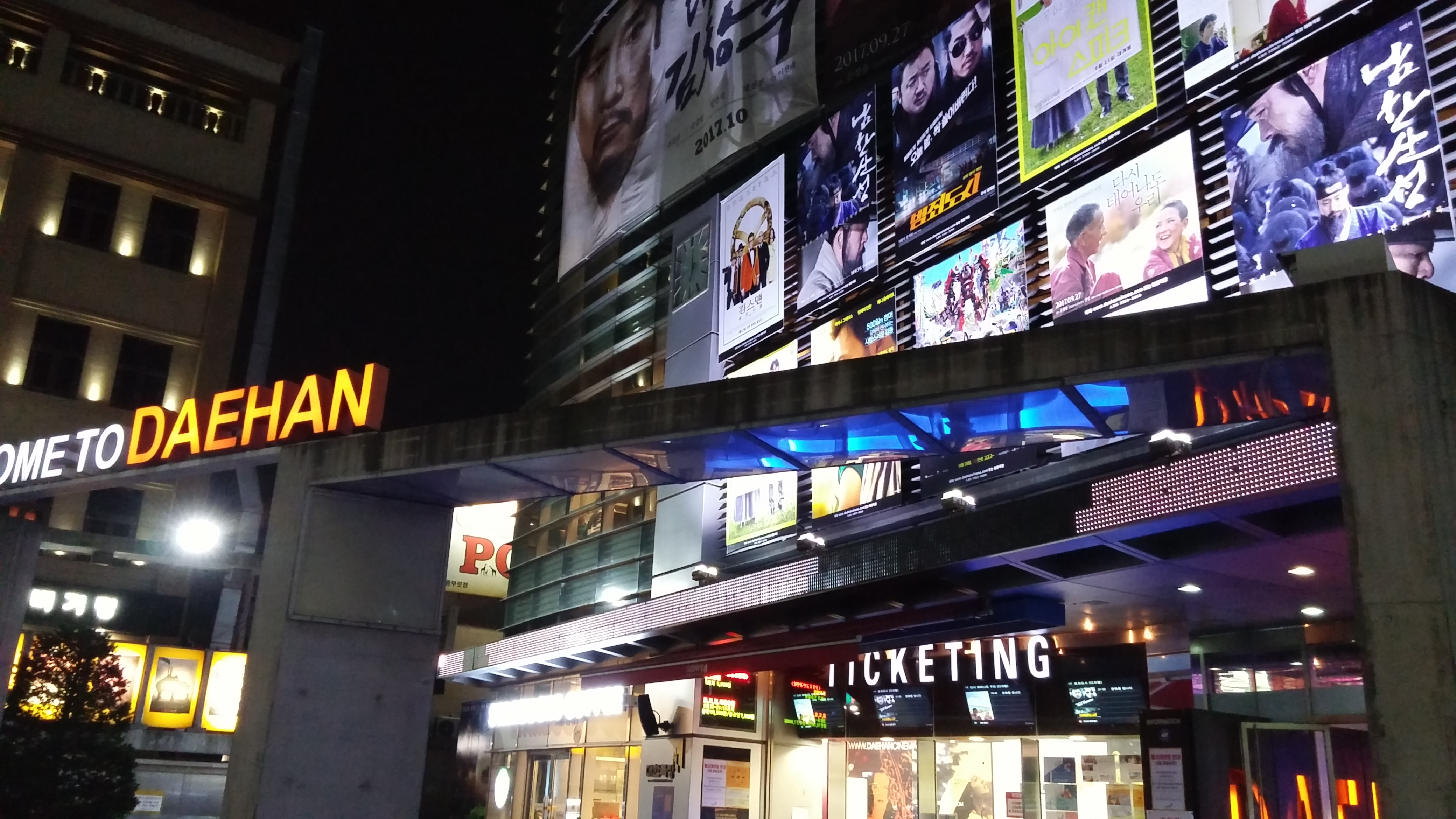
Chungmuro Seúl

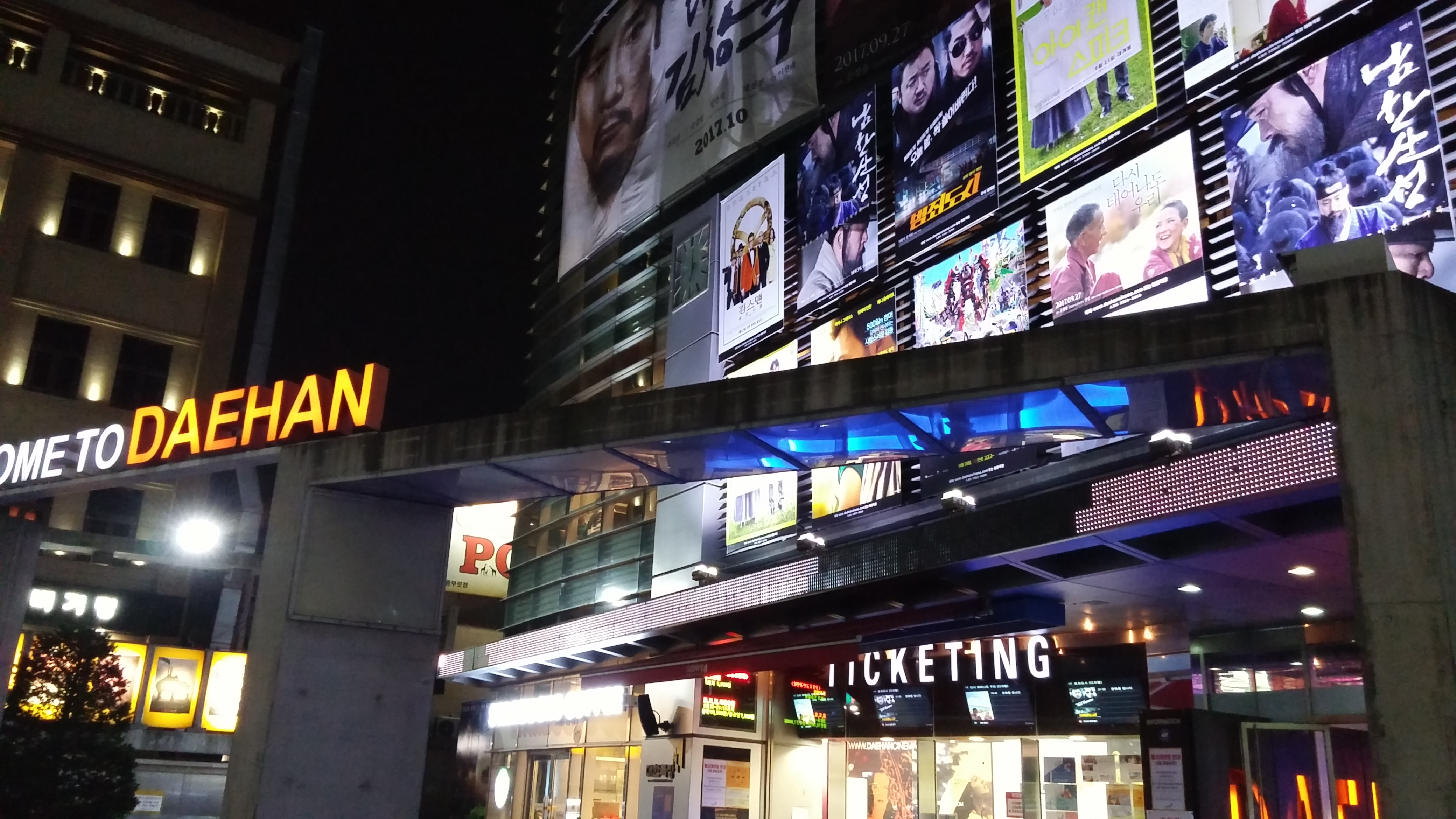
Chungmuro Seúl

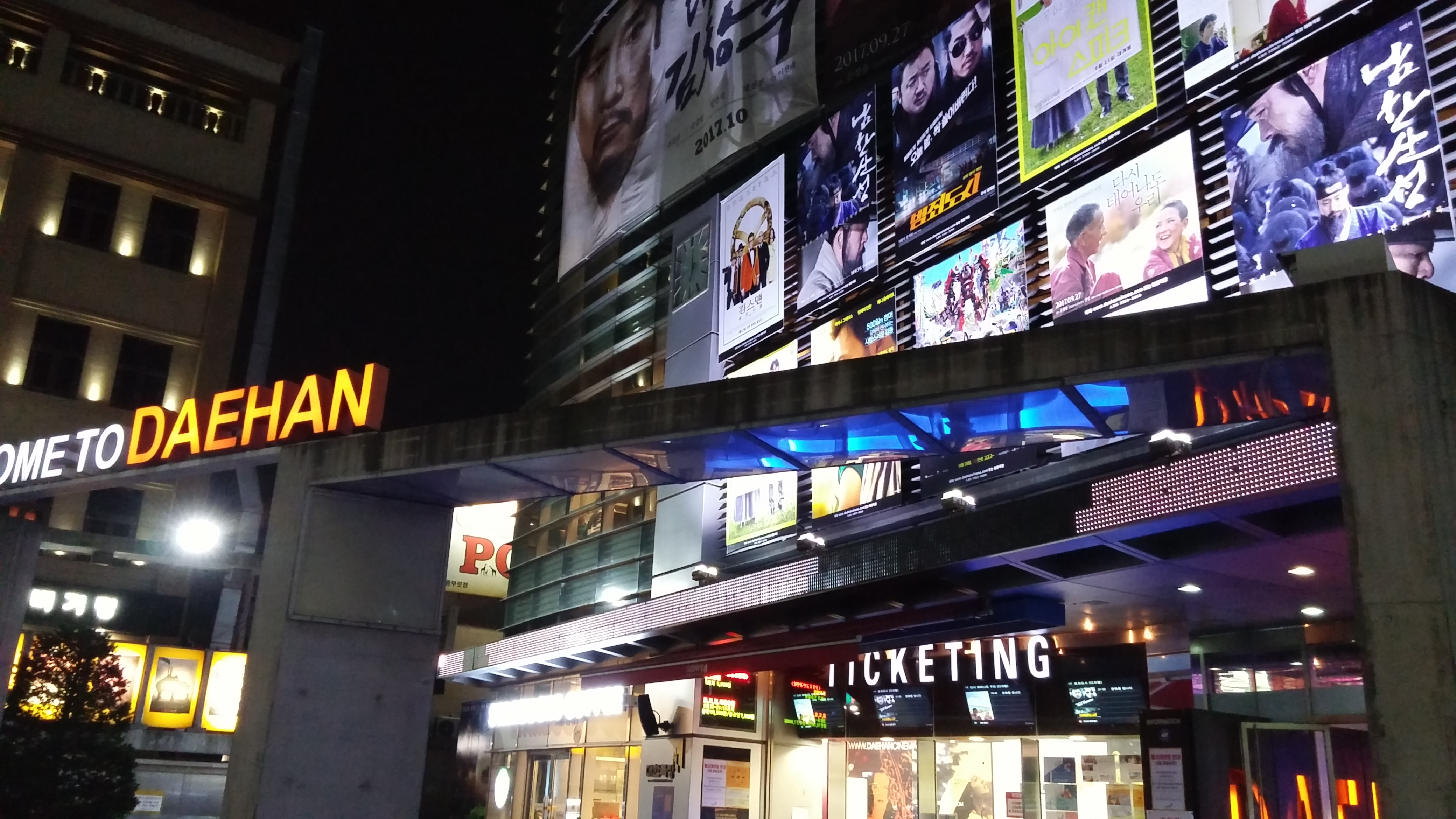
Chungmuro Seúl

La Chungmuro (en coreano: 충무로) se refiere a una avenida de 1,75 kilómetros de largo y 10 ~ 20m de ancho y el área cerca de la calle, ubicada en Jung-gu, en el centro de Seúl en Corea del Sur. Desde 1960, Chungmuro ha sido conocida como la calle de la industria de la cultura, los artistas, y el cine. Dansungsa, las primeras salas de cine de Corea también se encuentran en la zona. Chungmuro fue llamada así por Chungmugong, el título póstumo en Corea del Almirante Yi Sun-shin, que significa "sujeto marcial de la lealtad."